# Terra Vista Archeological District
 (juillet 2020).
Le Terra Vista Archeological District est un district historique du comté de Cuyahoga, dans l'Ohio, aux États-Unis. Situé au sein du parc national de Cuyahoga Valley, il est inscrit au Registre national des lieux historiques depuis le 23 mai 1978.